# Forge of Empires
 (juillet 2017).
Si vous disposez d'ouvrages ou d'articles de référence ou si vous connaissez des sites web de qualité traitant du thème abordé ici, merci de compléter l'article en donnant les références utiles à sa vérifiabilité et en les liant à la section « Notes et références ».
Pour les articles homonymes, voir FOE.
Forge of Empires est un jeu vidéo de jeu de stratégie en temps réel massivement multijoueur, créé en 2012 et développé par la société allemande InnoGames.
Jeu de stratégie en temps réel (RTS) et jeu de rôle en ligne massivement multijoueur, il est proposé en version gratuite sur Internet, proposant l'achat de compléments (stratégie de type « freemium »). Pour s'inscrire, il est nécessaire de communiquer une adresse de courrier électronique et de choisir un pseudonyme. Avec environ 14 millions de joueurs, il s'agit de l'un des jeux d'empire en ligne les plus populaires au monde.
Comme beaucoup de jeux InnoGames, le jeu est dans son ensemble gratuit pour les joueurs. Cependant, ils ont la possibilité d'acheter de la monnaie du jeu, des diamants, en échange de paiement. Les diamants peuvent être utilisés pour acquérir des territoires, construire des bâtiments, obtenir des ressources supplémentaires, acheter des plans pour les grands monuments, etc. sans avoir à attendre que le jeu les procure.  
Cette possibilité d'acheter des diamants (monnaie Premium du jeu) a été critiquée par une partie de la communauté des joueurs. InnoGames n'a tout de même pas changé cette fonction, le jeu reste sur une base de modèle Freemium: tout ce que les joueurs obtiennent en mode payant, y compris les diamants, peut être obtenus dans la version gratuite avec de la patience.

## Nominations
- 2012 : nomination pour le European Games Award dans la catégorie du meilleur jeu européen par navigateur.
- 2012 : nomination pour le Prix allemand d'éditeur pour le développement d'un jeu dans la catégorie du meilleur graphisme de jeu et du meilleur jeu par navigateur.
- 2013 : nomination pour le Prix allemand d'éditeur dans la catégorie du meilleur jeu par navigateur.
- 2013 : gagnant des MMO Awards dans la catégorie du meilleur jeu MMO de stratégie par navigation.
- 2015 : meilleur jeux de l'année sur Google Play.